# Асенова тврђава
Асенова тврђава  или  Петрич се налази у Бугарској, 3km јужно од Асеновграда у Родопима. Подигнута је у стрмој стени изнад реке Асенице. Данас је већим делом зарушена, а њен најбољи део представља црква посвећена светој Богородици Петричкој.
Археолошка истраживања на простору тврђаве указују да је на том месту постојало утврђење још у доба Трачана, а користили су га касније и Римљани и Византинци. Са развојем бугарске државе на том простору, тврђава добија на значају и њен најстарији помен је датиран у XI век, када се помиње у изворима као Петрич. Крсташи је заузимају током III крсташког похода, да би после IV односно пада Цариграда 1204. године, поново добила на стратешком значају, услед настанка Латинског царства.
Бугарски цар Јован Асен II (1218—1241) је обнавља 1231. године као погранично утврђење према Латинском царству. Подигнути су јаки бедеми, три цистерне за воду, као и дворац са 30 просторија. Након његове смрти, заузели су је Византинци, да би је 1344. године освојио Јован Александар (1331—1371). Током отоманске инвазије на Балканско полуострво, тврђава је заузета и разорена, тако да је најбоље очувана грађевина у њој црква свете Богородице Петричке, коју је током векова користило локално православно становништво. У питању је једнобродна двоспратна грађевина из XII или XIII века са нартексом и кулом звонаром, док живопис у цркви потиче из XIV века.